# مسرحيات وليم شكسبير

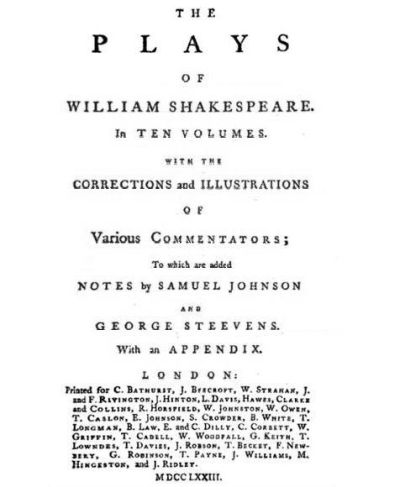
صفحة العنوان إلى 1773 طبعة موسعة

مسرحيات وليم شكسبير (بالإنجليزية: The plays of William Shakespeare) هي طبعة من القرن الثامن عشر للأعمال الدرامية لوليام شكسبير، حررها صمويل جونسون وجورج ستيفنز. كان قد أعلن جونسون عن نيته تحرير مسرحيات شكسبير في ملاحظاته المتنوعة على ماكبث بعام 1745، وبالفعل نشر اقتراح كامل للطبعة عام 1756. ثم نُشرت الطبعة أخيرًا في عام 1765.
في «مقدمة» نسخته، يبرر جونسون محاولة تحديد اللغة الأصلية لمسرحيات شكسبير. لإفادة جمهور القراء، أضاف ملاحظات تفسيرية لمقاطع مختلفة. ثم اتبع المحررون اللاحقون خطى جونسون وسعيه لتحديد نص موثوق لشكسبير.

## نبذة عن وليم شكسبير

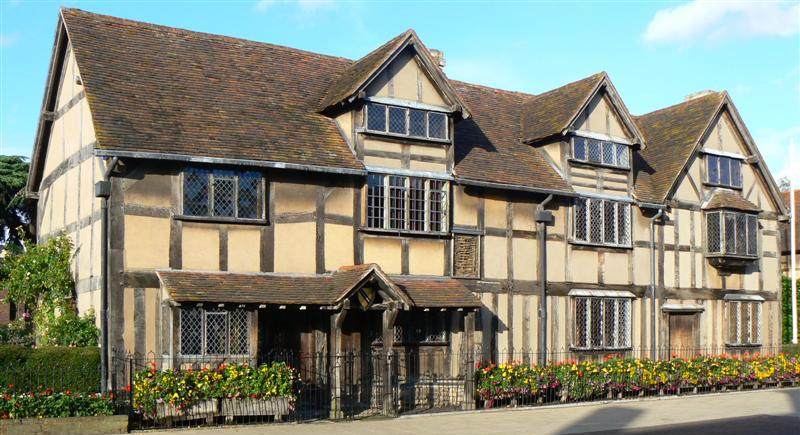
منزل جون شكسبير، الذي يُعتقد أنه مسقط رأس شكسبير، في ستراتفورد أبون آفون

هو كاتب مسرحي وشاعر وممثل إنجليزي، يُعتبر على نطاق واسع أعظم كاتب في اللغة الإنجليزية وأعظم كاتب مسرحي في العالم.    يُطلق عليه غالبًا شاعر إنجلترا الوطني و «بارد أفون» (أو ببساطة «الشاعر»).   تتكون أعماله المتبقية، بما في ذلك الأعمال التعاونية، من حوالي 39 مسرحية،  154 سوناتة، قصيدتين سرديتين طويلتين، وبعض الأبيات الأخرى، بعضها مؤلف غير مؤكد. كانت ومازالت مسرحياته تترجم في كل الدول الكبرى واللغات الحية وتتم تأديتهم أكثر بكثير من مؤلفات أي كاتب مسرحي آخر.  كما تستمر دراستها وإعادة تفسيرها منذ أعوام كثيرة.
ولد شكسبير ونشأ في ستراتفورد أبون آفون، وارويكشاير. في سن 18، تزوج من آن هاثاواي، وأنجب منها ثلاثة أطفال: سوزانا وتوأم هامنت وجوديث. في وقت ما بين عامي 1585 و 1592، بدأ حياته المهنية الناجحة في لندن كممثل وكاتب ومالك جزئي لشركة مسرحية تسمى رجال اللورد تشامبرلين، والتي عُرفت فيما بعد باسم رجال الملك. في سن 49 (حوالي 1613)، يبدو أنه تقاعد في ستراتفورد، حيث توفي بعد ثلاث سنوات. بقيت سجلات قليلة لحياة شكسبير الخاصة على قيد الحياة؛ وقد أثار هذا تكهنات كبيرة حول أمور مثل مظهره الجسدي، وحياته الجنسية، ومعتقداته الدينية، وما إذا كانت الأعمال المنسوبة إليه قد كتبها آخرون.   
أنتج شكسبير معظم أعماله المعروفة بين عامي 1589 و1613.    كانت مسرحياته الأولى في المقام الأول كوميدية وتاريخية وتعتبر من أفضل الأعمال المنتجة في هذه الأنواع. ثم كتب المآسي بشكل أساسي حتى عام 1608، من بينها هاملت وروميو وجولييت وعطيل والملك لير وماكبث، وكلها تعتبر من بين أفضل الأعمال في اللغة الإنجليزية.    في المرحلة الأخيرة من حياته، كتب الكوميديا التراجيدية (المعروفة أيضًا باسم الرومانسية ) وتعاون مع الكتاب المسرحيين الآخرين.
تم نشر العديد من مسرحيات شكسبير في طبعات متفاوتة الجودة والدقة في حياته. ومع ذلك، في عام 1623، نشر اثنان من زملائه الممثلين وأصدقاء شكسبير، جون همنجز وهنري كونديل، نصًا أكثر تحديدًا يُعرف باسم First Folio، وهو إصدار تم جمعه بعد وفاته من أعمال شكسبير الدرامية التي شملت جميع مسرحياته باستثناء اثنتين.  استُهل المجلد بقصيدة كتبها بن جونسون، أشاد فيها جونسون بصدق بشكسبير في اقتباس مشهور الآن على أنه «ليس لعصر، بل لكل العصور». 
توفي شكسبير في 23 أبريل 1616 عن عمر يناهز 52 عامًا.  توفي في غضون شهر من توقيع وصيته، وهي وثيقة يبدأها بوصف نفسه بأنه "بصحة جيدة". لا يوجد مصدر معاصر موجود يشرح كيف ولماذا مات. بعد نصف قرن، كتب جون وارد، نائب ستراتفورد، في دفتر ملاحظاته: "شكسبير ودرايتون وبن جونسون كانا في لقاء مرح ويبدو أنهما شربوا بشدة، لأن شكسبير مات بسبب الحمى التي أصيب بها هناك"،   لم يكن سيناريو مستحيلًا منذ أن عرف شكسبير بجونسون ودرايتون. من بين تكريم زملائه المؤلفين، يشير المرء إلى وفاته المفاجئة نسبيًا: "تساءلنا، شكسبير، أنك ذهبت" قريبًا / من مسرح العالم إلى حجرة القبر المتعبة. "  

## الخلفية

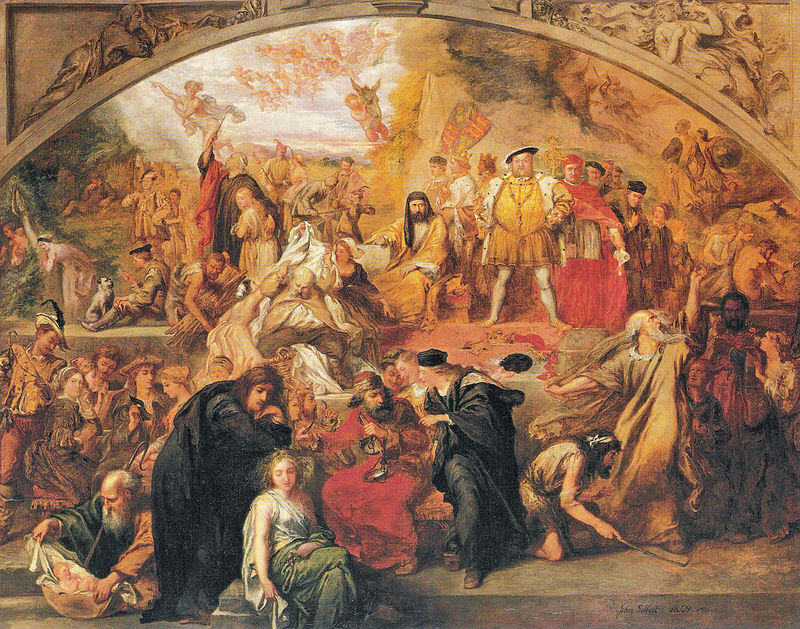
مسرحيات الكاتب المسرحي وليم شكسبير

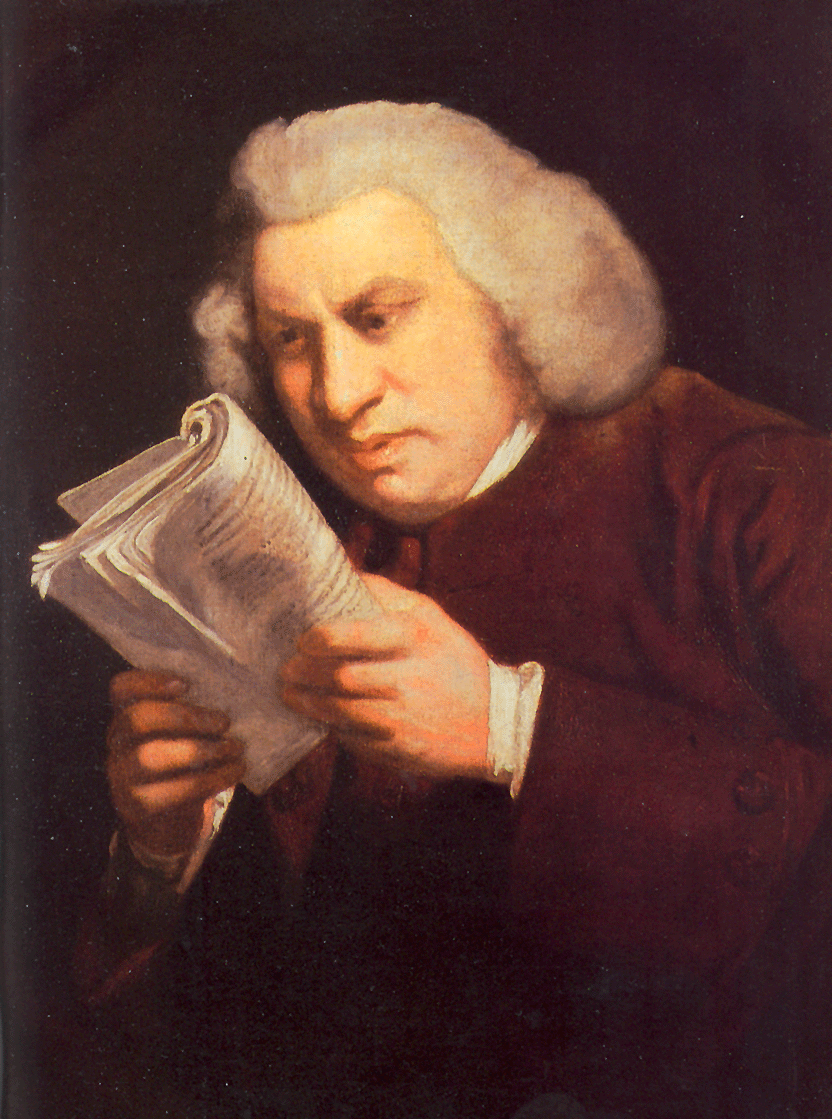
صموئيل جونسون، أحد المحررين.

بدأ جونسون في قراءة مسرحيات شكسبير وشعره عندما كان صبيًا. كان يشرك نفسه عن كثب مع المسرحيات لدرجة أنه كان مرعوبًا ذات مرة من الشبح في هاملت وكان عليه «أن يكون لديه أشخاص حوله». استمر افتتان جونسون بشكسبير طوال حياته، وركز جونسون وقته على مسرحيات شكسبير أثناء إعداد قاموس للغة الإنجليزية،  لذلك فلا عجب أن شكسبير هو أكثر المؤلفين اقتباسًا فيها.
أصبح جونسون يعتقد أن هناك مشكلة في مجموعات مسرحيات شكسبير التي كانت متاحة خلال حياته. كان يعتقد أنهم يفتقرون إلى السلطة لأنهم: (كما قال)
《 تم نسخها للاعبين من قبل أولئك الذين قد يكون من المفترض أنهم نادرا ما يفهمونها؛  تم نقلها من قبل الناسخين الذين لا يتمتعون بالمهارات على حد سواء، والذين ما زالوا يضاعفون الأخطاء؛  ربما تم تشويههم في بعض الأحيان من قبل الممثلين من أجل تقصير الخطب؛  وطُبِعت أخيرًا بدون تصحيح المطبعة.》[بحاجة لمصدر]
على الرغم من أن جونسون كان صديقًا لممثلين مثل ديفيد جاريك الذي أدى شكسبير على خشبة المسرح، إلا أنه لم يعتقد أن الأداء كان حيويًا للمسرحيات، ولم يعترف أبدًا بوجود الجمهور كعامل في استقبال العمل. بدلاً من ذلك، اعتقد جونسون أن قارئ شكسبير كان الجمهور الحقيقي للمسرحية.
علاوة على ذلك، اعتقد جونسون أن المحررين اللاحقين أساءوا فهم السياق التاريخي لشكسبير ومسرحياته، وقللوا من درجة الفساد النصي الذي تعرضه المسرحيات. كان يعتقد أن هذا يرجع إلى أن «أسلوب شكسبير كان في حد ذاته محيرًا وغير نحوي وغامض». لتصحيح هذه المشاكل، جونسون يعتقد أن الأعمال الأصلية سوف تحتاج إلى دراسة، وهذا أصبح قضية في اقتراحه.  يعتقد جونسون أيضًا أن إصدارًا من شكسبير يمكن أن يوفر له الدخل والاعتراف الذي يحتاجه. ومع ذلك، فإن النسخة الكاملة من شكسبير تتطلب من الناشر أن يلتزم بقدر كبير من الوقت والمال، لذلك قرر جونسون أن يبدأ بالتركيز على مسرحية واحدة، ماكبث.

### ملاحظات متنوعة

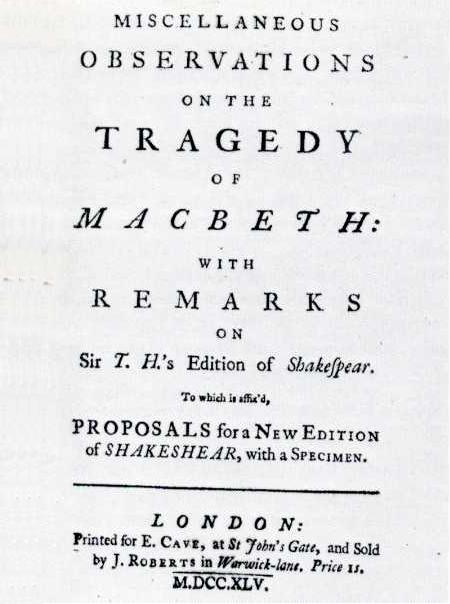
صفحة العنوان لملاحظات متنوعة الطبعة الأولى

### إقتراحات

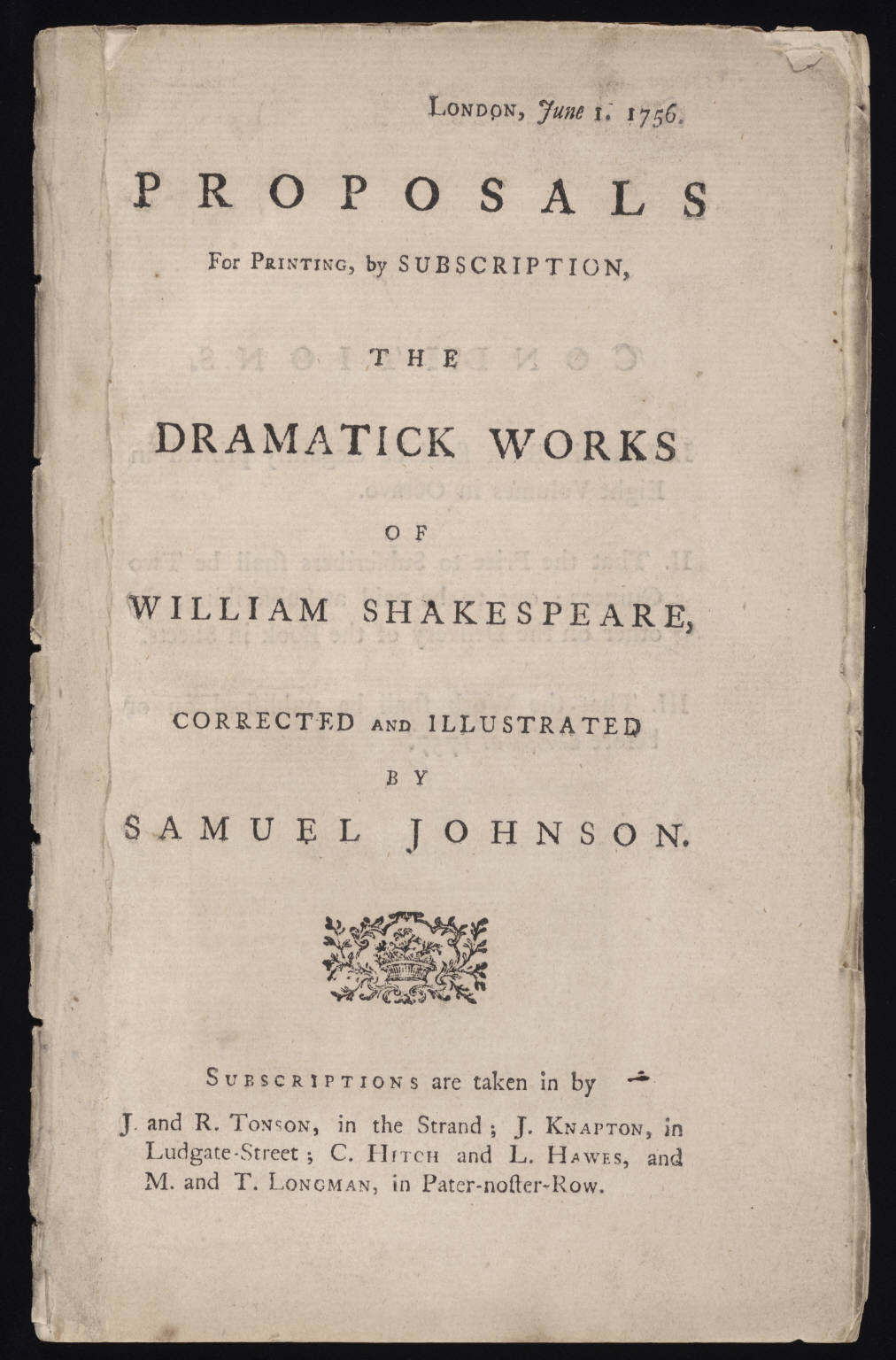
صفحة العنوان للطبعة الأولى من الاقتراح

## شكسبير وجونسون

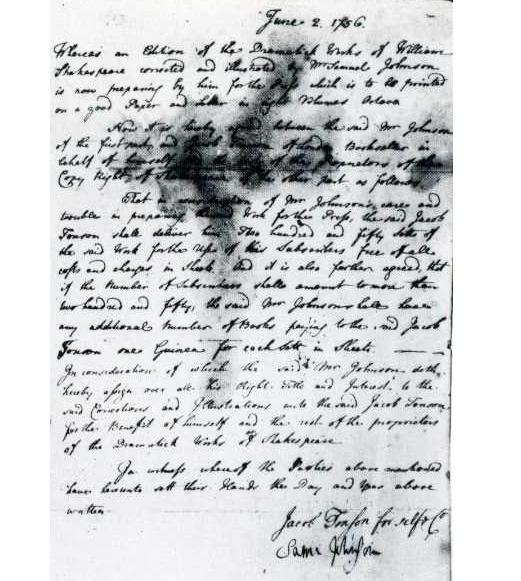
عقد مسرحيات شكسبير

### المُقدمات

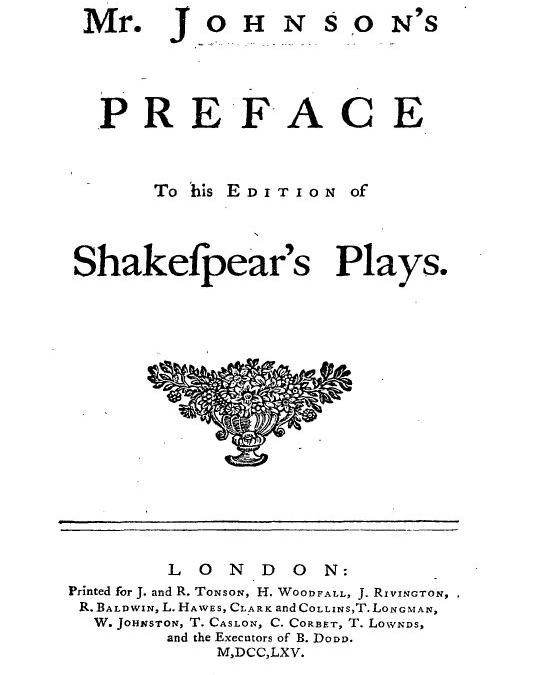
Title page of Preface first edition

## أسباب حرجة

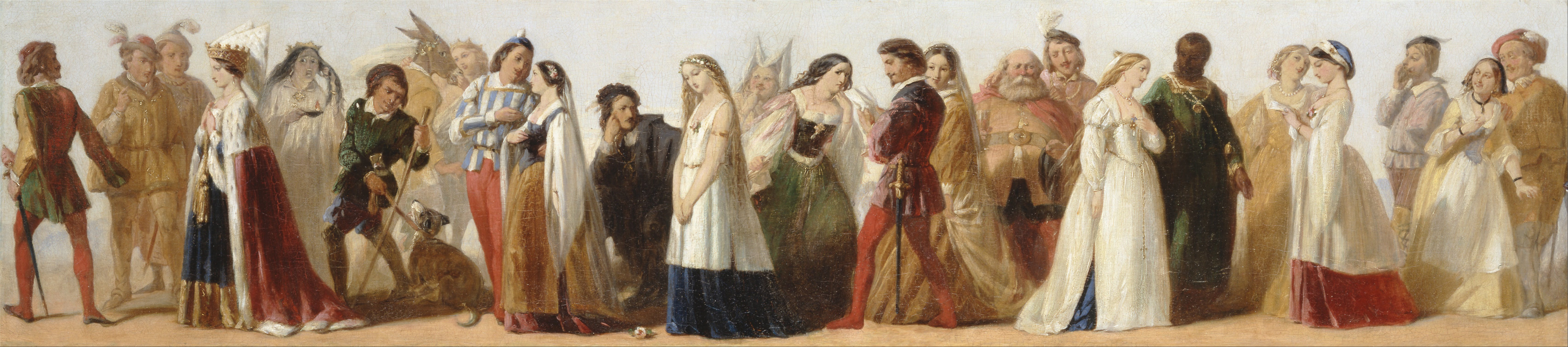
موكب شخصيات من مسرحيات شكسبير لفنان غير معروف من القرن التاسع عشر